# Блаве
Блаве (фр. Blavet) је река у Француској. Дуга је 149 km. Улива се у Атлантски океан. 